# Bauchregionen

Gliederung der Bauchregionen

Als Bauchregionen (Regiones abdominales; in der Tieranatomie Regiones abdominis) werden in der Anatomie Oberflächen im vorderen Bereich des Körpers (Abdomen) zwischen Brustkorb und Becken bezeichnet. Die Bauchregionen werden durch zwei gedachte Linien in drei Unterregionen und diese wiederum jeweils in eine mittlere und zwei seitliche Regionen untergliedert:
- Die Oberbauchregion (Regio abdominalis superior, in der Tieranatomie Regio abdominis cranialis) liegt oberhalb (bei Tieren hinter) der Linie zwischen den untersten Rippen und wird seitlich vom Rippenbogen begrenzt. Sie wird durch den seitlichen Rand des Musculus rectus abdominis weiter in eine
  - mittlere Regio epigastrica (in der Tieranatomie Regio xiphoidea)
  - beidseits die Regio hypochondriaca dextra et sinistra
- Die Mittelbauchregion (Regio abdominalis media, in der Tieranatomie Regio abdominis media) liegt unterhalb (bei Tieren entsprechend hinter) der Linie zwischen den letzten Rippen und oberhalb (bei Tieren vor) der Interspinallinie, der Linie zwischen beiden Darmbeinstacheln. Diese wird durch den seitlichen Rand des Musculus rectus abdominis weiter in eine
  - Nabelgegend (Regio umbilicalis)
  - und beidseits davon die Flankengegend (Regio lateralis) gegliedert.
- Die Unterbauchregion (Regio abdominalis inferior, in der Tieranatomie Regio abdominis caudalis) liegt unterhalb (bei Tieren hinter) der Interspinallinie. Sie wird in die 
  - mittlere Schamgegend (Regio pubica)
  - und beidseits des Musculus rectus abdominis die Leistengegend (Regio inguinalis) gegliedert.